# Història d'Astúries

Astúries

La història d'Astúries és rica i molt antiga, és el territori dels antics àsturs. Ocupada per grups humans des del Paleolític inferior, durant el superior la regió es va caracteritzar per les pintures rupestres de l'est de la Comunitat. En el Mesolític s'hi va desenvolupar una cultura original, l'Asturià. A l'edat de bronze, la zona es caracteritzà pels megalits i túmuls. A l'edat de ferro, el territori va estar sotmès a la influència cultural celta.
Després de més d'un segle sense presència estrangera, els visigots van ocupar el territori en el segle vi, que acabaria a principis del segle viii amb la invasió musulmana. El territori, com havia succeït amb Roma i Toledo, no va ser fàcil de sotmetre, establint-se el 722 una independència de facto com a Regne d'Astúries. La monarquia asturiana donaria pas en el segle x al Regne de Lleó. Durant els segles medievals, l'aïllament propiciat per la serralada cantàbrica i la poca vocació marinera dels naturals fa que les referències històriques siguin escasses. Després de la rebel·lió del fill d'Enric II de Trastàmara, s'estableix el Principat d'Astúries.
En el segle XVI el territori va arribar per primera vegada als 100.000 habitants, fet que provocà la seva duplicació l'arribada del blat de moro americà en el segle següent.
El 8 de maig de 1808, la Junta General del Principat d'Astúries declara la guerra a França, essent el primer organisme oficial d'Espanya en fer aquesta passa. L'1 de gener de 1820, l'oficial Rafael del Riego se subleva a Cadis proclamant la Constitució Espanyola de 1812.
A partir de 1830 comença l'explotació del carbó, iniciant la revolució industrial a la Comunitat. Més tard s'establiria la indústria siderúrgica i la naval.
El 5 d'octubre de 1934 es va produir una rebel·lió (la revolució de 1934), principalment de miners, contra l'entrada de la CEDA en el govern.
La guerra civil va produir la divisió de la regió en dos bàndols des del 19 de juliol, acabant el conflicte el 20 d'octubre de 1937.
Després de 20 anys d'estancament econòmic, en els seixanta, es va produir la definitiva industrialització de la regió. L'antiga Ensidesa, avui Arcelor, amb dues grans factories a Avilés i Veriña, va ser el principal impuls de l'important creixement econòmic fins als 80. Amb la incorporació a la Unió Europea de l'Estat, l'altra font tradicional de riquesa, el carbó, va patir de la "reconversió minera". El carbó ja no es considerava essencial com a recurs energètic i el seu alt cost d'extracció va provocar un canvi total de l'economia asturiana. Avui el creixement econòmic està condicionat per l'envelliment de la població i la manca d'infraestructures. L'últim intent de revitalització es basa en la creació d'un model metropolità nou, "Ciudad Astur". Ja que el 80% de la població es concentra a la zona central (Avilés, Gijón i Oviedo), se suposa que la creació d'aquesta nova entitat, amb una població de 800.000 persones, es pot convertir en un pols de serveis i indústria capaç de competir amb altres ciutats en l'àmbit de l'Arc Atlàntic Europeu.

## Prehistòria i edat antiga

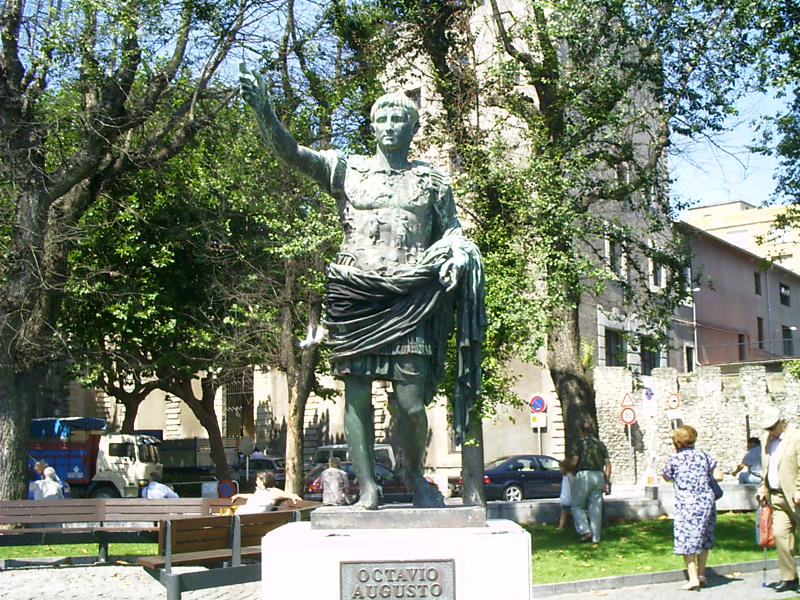
Escultura d'Octavi August al costat de les Termes Romanes de Gijón.

Ocupada per grups humans des del Paleolític inferior, durant el Paleolític Superior Astúries es va caracteritzar per les pintures rupestres de l'orient de la Comunitat. Al Mesolític es va desenvolupar una cultura original, l'Asturià, a continuació es va introduir l'edat del bronze, caracteritzada pels megàlits i túmuls. Durant l'edat del ferro, amb arrels en la tradició local del Bronze Final Atlàntic, es van desenvolupar un conjunt de comunitats que construirien i habitarien en castros. Aquestes poblacions evolucionarien localment durant tot el primer mil·lenni abans de la nostra era, fins a l'arribada dels romans al Nord-oest peninsular, que percebrien a aquestes poblacions com a part d'una realitat ètnica (els àsturs) que no correspondria amb la realitat, ja que difícilment aquestes comunitats mantindrien una consciència clara de pertinença a una estructura sociopolítica més enllà d'unitats locals, comarcals, estructurades en unitats territorials com valls o conques fluvials.
La conquesta romana entre el 29 aC i el 19 aC va fer entrar a Astúries en la història. Durant aquest període romà destaquen les labors mineres realitzades per l'Estat Romà, amb l'or de l'Occident asturià com a centre de l'esquema territorial en època alt-imperial. L'explotació minera de les riqueses auríferes decauria en els segles II-III dC, en favor de les mines romanes de la regió de la Dàcia, conquerida llavors per l'Imperi Romà. L'altre esquema complementari d'aquests moments serien les explotacions agropecuàries, viles romanes com les de Veranes (Gijón) o Memorana (Lena), a més del sorgiment de nuclis fortificats com Gegio (Gijón).

## Edat mitjana

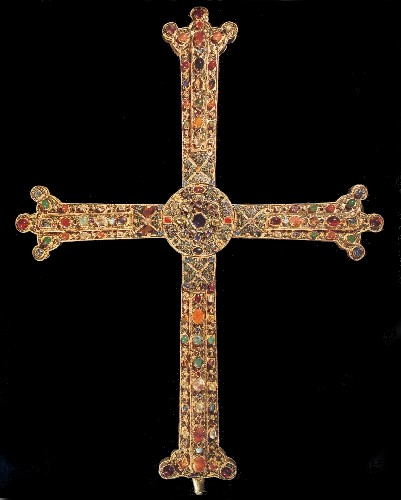
Imatge de la cara anterior de la Creu de la Victòria.

Després de diversos segles sense presència estrangera, després d'una pobra romanització, els sueus i els visigots van ocupar el territori durant el segle vi, que acabaria a principis del segle viii amb la invasió musulmana. El territori, com havia succeït amb Roma i Toledo, no va ser fàcil de sotmetre, establint-se l'any 722 una independència de facto com a Regne d'Astúries després de la victòria de Pelai I a la batalla de Covadonga, a partir de llavors el petit reducte de nobles gots i asturs comença a recuperar el territori perdut davant la invasió musulmana de l'any 711, incorporant sota la seva òrbita el territori que havia passat a ser terra de ningú des del riu Eo fins al riu Duero, creant durant aquest període un art propi, l'art preromànic asturià que es va estendre pels seus dominis, fins al sud de l'actual Galícia. Al segle x el centre de poder es va traslladar des d'Oviedo a Lleó, donant lloc al Regne de Lleó. A partir de llavors l'aïllament propiciat per la Serralada Cantàbrica, el trasllat dels centres de decisió del Regne i el moviment de la frontera amb els regnes de taifes d'Al-àndalus fa que les referències històriques siguin escasses. Després de la rebel·lió del fill d'Enric II de Trastàmara, s'estableix el Principat d'Astúries. Sí que hi va haver diversos intents d'independència, els més coneguts van ser el del comte Gonzalo Peláez o el de la reina Urraca, que encara que van aconseguir importants victòries, al final van ser derrotats per les tropes de Castella.
Al segle XVI el territori va aconseguir per primera vegada els 100.000 habitants, nombre que es va duplicar amb l'arribada del blat de moro americà al segle següent.

### Regne d'Astúries
El Regne d'Astúries va ser la primera entitat política cristiana establerta a la península Ibèrica després del col·lapse del regne de Toledo després de la mort del rei Roderic a la batalla de Guadalete i la subsegüent invasió musulmana. El regne va durar des de l'any 718, any en el qual es coronà el rei Pelai I, fins al 925, quan Fruela II va accedir al tron del Regne de Lleó.

#### El substrat indígena
El regne asturià va tenir com solar els territoris occidentals i centrals de la Serralada Cantàbrica, particularment els Picos de Europa i l'àrea central d'Astúries, zones on van tenir lloc els principals esdeveniments politicomilitars durant les primeres dècades d'existència del regne. Segons les descripcions d'Estrabó i Cassi Dió entre altres geògrafs grecoromans aquestes zones estaven habitades a l'inici de l'era cristiana per diferents pobles, entre els quals es poden citar els vadinienses, orgenomescos, Selmes, o els asturs. Aquests últims habitaven la zona interior d'Astúries 
Les informacions que ens donen els geògrafs clàssics sobre la filiació ètnica d'aquests pobles són confuses: Claudi Ptolemeu assenyala que els asturs habitaven la zona central de l'actual Astúries, la qual s'estén entre els rius Navia i Sella, situant-se a l'orient d'aquest riu la frontera amb el territori dels càntabres. No obstant això, ja al segle iv la Cosmographia de Juli Honori posa el naixement de l'Ebre en territori dels asturs (sub asturibus). En qualsevol cas i deixant a un costat els detalls relatius a les fronteres entre les diferents ètnies càntabres, el mateix Estrabó assenyalava en la seva Geographia que tots els pobles del nord de la Península, des dels galaics fins als bascons, tenien una cultura i unes formes de vida similars.
Amb la caiguda de l'Imperi Romà i la lluita primer contra els romans i després contra els vàndals i visigot va anar forjant una identitat comuna entre tots els pobles del futur Regne d'Astúries.

#### Evolució històrica

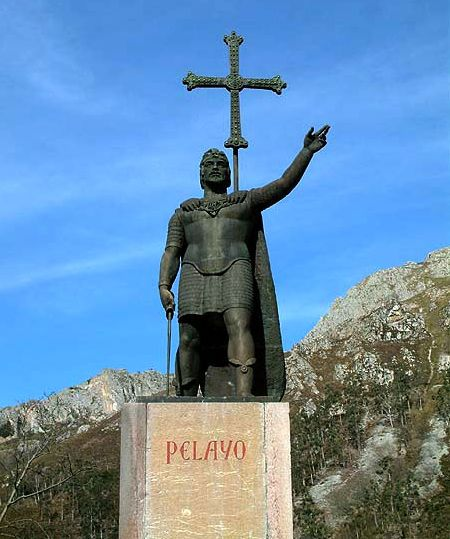
Estàtua de Pelai I.

Després de les victòries de Pelai sobre els musulmans a les batalles de Covadonga i Olalies l'any 722 s'estableix un petit territori en les muntanyes asturianes que donarà lloc més tard al Regne d'Astúries. Aquest territori no s'estableix com successor del regne got en un primer moment com la mitificació posterior ha establert, sinó més aviat com un fet sorgit d'un moviment de cabdills indígenes, conjuntament entre els asturs. La influència dels immigrants provinents del sud, fugits d'Al-Àndalus, anirà impregnant de goticisme al regne asturià.
El seu primer cabdill va ser el mateix Pelai, establint la capital a Cangues d'Onís. Durant les primeres dècades el control asturià sobre les diferents regions del regne era bastant lax, i per això havia de ser enfortit contínuament a través d'enllaços matrimonials amb altres famílies poderoses del nord de la península Ibèrica: d'aquesta manera, Ermessenda, la filla del mateix Pelai, va contreure matrimoni amb Alfons, fill de Pere de Cantàbria. I els fills d'Alfons, Fruela i Adossenda van fer respectivament el propi amb Múnia, una basca originària d'Àlaba, i Siló, un cap local de l'àrea de Pravia.
Després de la mort de Pelai I l'any 737, el seu fill Fàfila fou escollit rei d'Astúries, el qual fou mort segons les cròniques de l'època per un os en una prova de valor exigida a la noblesa de l'època.
Alfons I d'Astúries, nomenat successor a la mort de Fàfila, heretant el tron gràcies al seu matrimoni amb la filla de Pelai, Ermessenda, es va desplaçar des de terres de La Rioja fins a Astúries per a contreure matrimoni amb Ermessenda. La mort de Fàfila va possibilitar el seu accés al tron així com l'arribada al poder d'una la qual arribaria a ser una de les famílies més poderoses del Regne d'Astúries: la Casa de Cantàbria.
En la primera meitat del segle viii en la vall del Duero es va dur a terme un procés de ruralització que va portar l'abandó de la vida urbana i l'organització de la població en petites comunitats de pastors, degut a la fallida definitiva del sistema de producció esclavista existent des de temps del baix Imperi.
Alfons va iniciar l'expansió territorial del petit regne cristià des de la seva àrea inicial dels Picos de Europa avançant cap a l'oest fins a Galícia i cap al sud amb contínues incursions al vall del Duero prenent ciutats i pobles i duent als seus habitants cap a les zones més segures del nord. L'abandó d'al-Àndalus per part de les guarnicions amazigues després de la revolta amaziga dels anys 740 i 741 i la propagació continuada de grans epidèmies en la zona les males collites i les fams dels anys 748 a 735 va possibilitar el sorgiment d'un espai despoblat i sense organitzar que va aïllar al regne asturià de les ràtzies musulmanes i li va permetre afermar-se progressivament. Aquest despoblament és posat en dubte avui dia, almenys pel que fa a la seva magnitud donada la conservació de la toponímia menor en múltiples comarques i les grans diferències antropològiques, biològiques i culturals entre els habitants de la zona cantàbrica i els de la Meseta Central.
Inicialment l'expansió del regne es du a terme a través del territori cantàbric, des de Galícia fins a Biscaia, i serà necessari esperar fins als regnats d'Ordoni I i Alfons III perquè el Regne d'Astúries prengui possessió efectiva dels territoris situats al sud de la Serralada. Fruela I d'Astúries, fill d'Alfons I, consolidà i amplià els dominis del seu pare.

## Edat contemporània

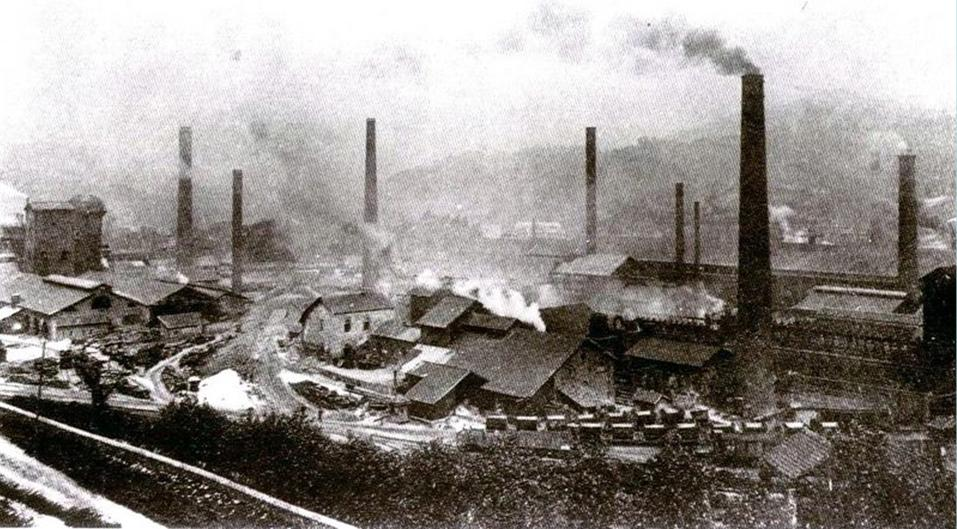
Instal·lacions de la Fàbrica de La Felguera en la dècada de 1920.

El 8 de maig de 1808, la Junta General del Principat d'Astúries declara la guerra a França i es proclama sobirana, creant exèrcit propi i enviant ambaixadors a l'estranger, sent el primer organisme oficial d'Espanya a donar aquest pas. En aquest moment es formen cossos militars propis com el Regiment de Candás i Luanco. L'1 de gener de 1820, l'oficial Rafael de Riego, oriünd de Tuña (Tinéu), es revolta a Cadis proclamant la Constitució de 1812.
A partir de 1830 comença l'explotació sistemàtica del carbó, iniciant la revolució industrial en la comunitat, especialment a la zona centre del Principat. Més tard s'establirien potents indústries siderúrgiques a La Felguera, Mieres i Gijón al segle xix, i a Avilés en la segona meitat del segle xx, a més a més de la indústria naval des del segle xix.

## Segle XX
El 6 d'octubre de 1934 va començar un aixecament revolucionari a la conca minera provocada al no admetre els revolucionaris l'entrada de la CEDA al govern, cosa que entenien com un avanç del feixisme a Espanya i el seu líder José María Gil Robles era considerat per molts com el «Hitler» espanyol. La Revolució de 1934 va tenir a Astúries per escenari principal.
Durant la revolució de 1934, protagonitzada pels miners de les conques mineres, Oviedo queda assolada en bona part: resulten incendiats, entre altres edificis, el de la Universitat, atacat pels revolucionaris, la biblioteca guardava fons bibliogràfics d'extraordinari valor que no es van poder recuperar, o el teatre Campoamor, en aquest cas incendiat per la forces governamentals. La Cambra Santa, a la Catedral d'Oviedo, va ser dinamitada, encara que es van salvar miraculosament les seves joies.
La Guerra Civil va produir la divisió d'Astúries en dos bàndols, al sumar-se Oviedo a l'aixecament el 19 de juliol. El 25 d'agost de 1937 es proclama a Gijón el Consell Sobirà d'Astúries i Lleó presidit pel dirigent sindical i socialista Belarmino Tomás, acabant el conflicte el 20 d'octubre de 1937 amb la victòria de les tropes nacionals en el front nord.
Després de vint anys d'estancament econòmic, es va produir la definitiva industrialització d'Astúries en les dècades dels anys 60 i 70. Fortament afectat per la reconversió industrial de la dècada 1990, el Principat intenta potenciar avui dia els seus abundants recursos paisatgístics i naturals amb vistes al sector turístic.

## Història del nacionalisme asturià
El nacionalisme asturià és un moviment de caràcter nacionalista que es dona al Principat d'Astúries, a pesar de no ser un fenomen tan destacat com a Catalunya, Galícia o el País Basc, s'ha deixat notar en la política asturiana, encara que més a un nivell de moviment social que d'element amb una clara representació institucional. Malgrat aquest menor arrelament del nacionalisme, de forma curiosa, Astúries ha viscut diverses etapes de sobirania política, amb l'època del Regne d'Astúries entre els anys 718 i 925, la declaració de sobirania de la Junta General de 1808, i el Consell Sobirà d'Astúries i Lleó de 1937.
El nacionalisme asturià sorgeix durant la Transició. El Conceyu Nacionalista Astur, fundat el 1976, seria el primer partit nacionalista a Astúries. En la dècada de 1980, amb la promulgació de l'Estatut d'Autonomia d'Astúries, sorgeixen diversos partits nacionalistes de diverses tendències ideològiques com el Conceyu Independiente d'Asturies, Ensame Nacionalista Astur o Partíu Asturianista.
A les eleccions asturianes de 1991, la Unidá Nacionalista Asturiana i el Partíu Asturianista arribaren a un acord per a presentar una candidatura conjunta sota el nom de Coalició Asturiana. La llista de CA obté un escó, que ocuparia Xuan Xosé Sánchez Vicente (PAS). A les eleccions de 1995 el PAS aconsegueix un diputat en solitari, repetint Xuan Xosé Sánchez Vicente. En les eleccions de 2003, Bloque por Asturies es va presentar en coalició amb Izquierda Unida, assolint fomar part del govern al costat de la FSA-PSOE. En els primers mesos de 2007, Andecha Astur i Izquierda Asturiana, al costat de Los Verdes-Grupu Verde, anuncien una coalició de cara a les eleccions autonòmiques i municipals de maig d'aquest any, sota el nom d'Unidá.

### Oposició al "covandonguisme"
Una de les característiques del nacionalisme asturià és l'oposició a l'ús que el nacionalisme espanyol fa de la figura de Don Pelayo i la batalla de Covadonga, el "covandonguisme", com Pelayo Rojo indica en un article titulat : Per un nou nacionalisme asturià, de Pelayo Rojo.
| «                                              | El covadonguisme és una ideologia especialment desafortunada que fereix massa sensibilitats. Primer, serveix per a tapar la boca al nacionalisme asturià. A l'identificar la nació asturiana amb una espècie de "Espanya primordial", embrionària, amb un dipòsit d'essències hispanes, s'impedeix tota reivindicació nacionalista que posi l'accent en les diferències lingüístiques, ètniques, o en general, nacionals, dels asturians amb els hispans. […] D'altra banda, és una ideologia molt estretament lligada amb el tradicionalisme més ranci, i que aquest duu amb si, la monarquia (don Pelayo, primer rei d'Astúries, triat pels asturs rebels a l'Islam, seria el primer rei d'Espanya) i l'imperialisme de signe catòlic d'origen visigòtic (el regne asturià va ser el germen d'una reconquesta imperial de l'Espanya perduda a les mans dels musulmans). El covadonguisme, per tant, comporta la nefasta associació de les idees del monarquisme i de tradició catòlica, bel·ligerant amb l'infidel. | » |
| — Pelayo Rojo, Per un nou nacionalisme asturià | |   |

### Diferenciació amb la cultura mediterrània
Astúries, com a zona d'influències culturals celtes, presenta per als nacionalistes asturians diferències significatives amb altres zones d'Espanya més influïdes per una cultura mediterrània. Carlos X. Blanco va opinar sobre això en un article titulat Astúries no és Espanya: Astúries no és Espanya, de Carlos X. Blanco.
| «                                          | Astúries no és Espanya (ni la resta terra conquistada). La nació asturiana viu entre dues aigües, l'atlàntica (o cantàbrica) a la qual pertany de manera natural, i la mediterrània, a la qual pertany de forma coercitiva per la immersió del nostre país en la monarquia castellana, en la mitjana, i en l'estat espanyol, en la moderna. Ens administren des de Madrid, i amb això ens imposen unes estructures de dominació que no són les nostres. L'economia quasi-esclavista del Sud i del Mediterrani no és la nostra, i els interessos productius i comercials del país asturià són fins i tot contradictoris amb els quals prevalen a Espanya. El desenvolupament econòmic asturià podrà no ser pròsper, com el de Madrid, i altres regions llevantines i meridionals, però almenys no es basa (estalvi en petites quotes, lamentables) en l'explotació d'emigrants estrangers. L'esclavisme no anà mai amb el caràcter la nostra gent. El mitjà i el tarannà asturs sempre van anar en contra d'aquesta tendència de l'explotador d'estil mediterrani. | » |
| — Carlos X. Blanco, Astúries no és Espanya | |   |

### La qüestió de l'asturià
L'asturià o bable manca d'oficialitat en la comunitat autònoma asturiana, encara que l'Estatut d'Autonomia li reconeix una especial protecció. Tots els anys solen fer-se concentracions i concerts en favor de l'oficialitat de l'asturià. Els nacionalistes es troben entre els seus més ferris defensors, si bé no són en absolut els únics.
Durant el franquisme, i al contrari que en altres comunitats com Catalunya o el País Basc, on el català i l'eusquera van ser reprimits, el que va provocar un despuntament del sentiment nacional, a Astúries la llengua local va ser ridiculitzada, el que va tenir com a conseqüència que la població tendís a oblidar-la i deixar d'utilitzar-la, al considerar-se socialment "poc culte" a qui parlés en asturià. Avui s'estima que el parlen 100.000 com a primera llengua i 450.000 com a segona.